# فالنتين كوستاشي
فالنتين كوستاشي (بالرومانية: Valentin Costache)‏ هو لاعب كرة قدم روماني في مركز نصف الجناح، ولد في 2 أغسطس 1998 في Videle ‏ في رومانيا. شارك مع منتخب رومانيا تحت 17 سنة لكرة القدم ومنتخب رومانيا تحت 21 سنة لكرة القدم. أما مع النوادي، فقد لعب مع دينامو بوخارست وسي إف آر كلوج.

## وصلات خارجية
- فالنتين كوستاشي على موقع الاتحاد الأوربي (الإنجليزية)
- فالنتين كوستاشي على موقع قاعدة بيانات كرة القدم.إي يو (الإنجليزية)
- فالنتين كوستاشي على موقع Soccerway.com (الإنجليزية)